# Back瘋狂和聲
《Back瘋狂和聲》（韓語：빽사이코러스）為2021年開始於韓國tvN的綜藝節目，此節目為《喜劇大聯盟》中知名環節《瘋狂和聲》的衍生節目。節目前半段與嘉賓進行談話，後半段由嘉賓演唱歌曲，兩位喜劇演員則在歌曲間隔處加入諧音、押韻、歌詞等有趣的元素來進行和聲。由於節目風格特別且常有藝人出演，因此深受觀眾喜愛及熱烈討論。第三季節目改自YouTube上的Channel 黃太魚和玉筋魚頻道公開完整版。

## 播出時間
| 季別   | 播出頻道 | 播出日期                     | 播出時間（KST） | 集數 |
| 第一季 | YouTube  | 2021年1月17日－2021年4月4日  | 星期日 21:00    | 12   |
| 第二季 | YouTube  | 2021年4月24日－2021年6月12日 | 星期六 18:00    | 8    |
| 第三季 | YouTube  | 2021年6月24日－              | 星期四 18:00    |      |

## 節目成員/代表角色
| 姓名   | 出生日期 （年齡） | 職業             | 節目角色 |
| 黃帝聖 | 1982年9月25日     | 喜劇演員、主持人 | 黃太魚   |
| 梁世燦 | 1986年12月8日     | 喜劇演員、主持人 | 玉筋魚   |

## 播出列表
以下是tvN《Back瘋狂和聲》的播出列表。

### 第三季
| 集數 | 播放日期 | 嘉賓           | 備註        |
| 1    | 6月24日  | Wonstein       |             |
| 2    | 7月1日   | Brave Girls    |             |
| 3    | 7月8日   | Heebab         |             |
| 4    | 7月15日  | 李承允         |             |
| 5    | 7月22日  | 申圭鎮、鄭湖澈 | 情境劇特輯2 |
| 6    | 7月29日  | San E          |             |
| 7    | 8月5日   | Tiger JK       |             |
| 8    | 8月12日  | 李賢           |             |
| 9    | 8月21日  | 尹普美         |             |
| 10   | 8月26日  | 全昭彌         |             |
| 11   | 9月2日   | woongei        |             |
| 12   | 9月9日   | 申榮日         |             |

## 節目嘉賓
該列表統計嘉賓出演《瘋狂和聲》及衍生節目《Back瘋狂和聲》的次數及集數，有關「次數」及「集數」詳情請參閱節目列表。

## 外部連結
- Back瘋狂和聲 （页面存档备份，存于）- 官方網站
- 黃太魚和玉筋魚的Instagram帳戶
- YouTube上的黃太魚和玉筋魚頻道 

- 喜劇大聯盟的Instagram帳戶 (第一季)
- YouTube上的喜劇大聯盟頻道  (第一季)
- studiowaffle的Instagram帳戶 (第二季)
- YouTube上的STUDIO WAFFLE頻道  (第二季)